# Cyrtochiloides
Cyrtochiloides – rodzaj roślin z rodziny storczykowatych (Orchidaceae). Obejmuje 3 gatunki występujące w Ameryce Południowej w Kolumbii, Kostaryce, Ekwadorze, Gwatemali, Hondurasie, Meksyku, Peru i Panamie.

## Systematyka
Rodzaj sklasyfikowany do podplemienia Oncidiinae w plemieniu Cymbidieae, podrodzina epidendronowe (Epidendroideae), rodzina storczykowate (Orchidaceae), rząd szparagowce (Asparagales) w obrębie roślin jednoliściennych.
Wykaz gatunków
- Cyrtochiloides ochmatochila (Rchb.f.) N.H.Williams & M.W.Chase
- Cyrtochiloides panduriformis (Ames & C.Schweinf.) N.H.Williams & M.W.Chase
- Cyrtochiloides riopalenqueana (Dodson) N.H.Williams & M.W.Chase